# Episodi di Star Wars: The Clone Wars (quinta stagione)

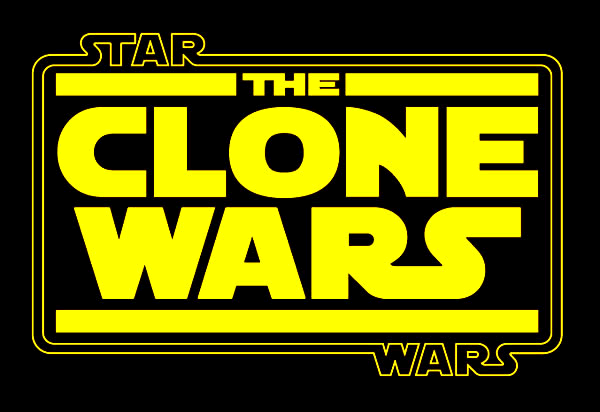
Logo della serie

La quinta stagione della serie animata Star Wars: The Clone Wars, composta da 20 episodi, è stata trasmessa per la prima volta negli Stati Uniti su Cartoon Network dal 29 settembre 2012 al 2 marzo 2013.
In Italia, la stagione è stata trasmessa da Cartoon Network dal 10 maggio al 12 luglio 2013. I titoli ufficiali degli episodi sono stati indicati nella versione italiana in DVD della stagione.
| n° (assoluto) | n° (stagione) | Titolo originale           | Titolo italiano            | Prima TV USA      | Prima TV Italia |
| ------------- | ------------- | -------------------------- | -------------------------- | ----------------- | --------------- |
| 89            | 1             | Revival                    | Il maestro e l'apprendista | 29 settembre 2012 | 10 maggio 2013  |
| 90            | 2             | A War on Two Fronts        | Guerra su due fronti       | 6 ottobre 2012    | 10 maggio 2013  |
| 91            | 3             | Front Runners              | Il leader della rivolta    | 13 ottobre 2012   | 17 maggio 2013  |
| 92            | 4             | The Soft War               | I due re                   | 20 ottobre 2012   | 17 maggio 2013  |
| 93            | 5             | Tipping Points             | Il punto critico           | 27 ottobre 2012   | 24 maggio 2013  |
| 94            | 6             | The Gathering              | La messe                   | 3 novembre 2012   | 24 maggio 2013  |
| 95            | 7             | A Test of Strength         | Una prova di Forza         | 10 novembre 2012  | 31 maggio 2013  |
| 96            | 8             | Bound for Rescue           | Il legame                  | 17 novembre 2012  | 31 maggio 2013  |
| 97            | 9             | A Necessary Bond           | Un legame necessario       | 24 novembre 2012  | 7 giugno 2013   |
| 98            | 10            | Secret Weapons             | Le armi segrete            | 1º dicembre 2012  | 7 giugno 2013   |
| 99            | 11            | A Sunny Day in the Void    | Giorno di sole nel nulla   | 8 dicembre 2012   | 14 giugno 2013  |
| 100           | 12            | Missing in Action          | Disperso in azione         | 5 gennaio 2013    | 14 giugno 2013  |
| 101           | 13            | Point of No Return         | Punto di non ritorno       | 12 gennaio 2013   | 21 giugno 2013  |
| 102           | 14            | Eminence                   | Ombre su Mandalore         | 19 gennaio 2013   | 21 giugno 2013  |
| 103           | 15            | Shades of Reason           | L'ombra della ragione      | 26 gennaio 2013   | 28 giugno 2013  |
| 104           | 16            | The Lawless                | Il senza legge             | 2 febbraio 2013   | 28 giugno 2013  |
| 105           | 17            | Sabotage                   | Sabotaggio                 | 9 febbraio 2013   | 5 luglio 2013   |
| 106           | 18            | The Jedi Who Knew Too Much | Il Jedi che sapeva troppo  | 16 febbraio 2013  | 5 luglio 2013   |
| 107           | 19            | To Catch a Jedi            | Caccia al Jedi             | 23 febbraio 2013  | 12 luglio 2013  |
| 108           | 20            | The Wrong Jedi             | Il Jedi sbagliato          | 2 marzo 2013      | 12 luglio 2013  |

## Il maestro e l'apprendista
- Titolo originale: Revival
- Diretto da: Steward Lee
- Scritto da: Chris Collins
- Incipit: «La forza del carattere può sconfiggere la forza dei numeri.»

### Trama
Dopo aver saccheggiato vari mondi dell'Orlo Esterno, Darth Maul e Savage Opress si infiltrano in una stazione spaziale. Qua Darth Maul impone la propria autorità sul fratello prendendolo come suo apprendista. I due si recano poi su Florrum e assoldano alcuni pirati. Obi-Wan e Adi Gallia si recano sul pianeta alla ricerca dei due fratelli e si accordano con il capo dei pirati Hondo Ohnaka che è contrario ad allearsi coi due sith. Maul e Opress iniziano il loro assalto alla base di Ohnaka e durante il combattimento Adi Gallia muore per mano di Savage Opress. Kenobi si trova così a combattere da solo contro entrambi i sith ma riesce infine a tagliare un braccio a Savage costringendo i due alla fuga. Obi-Wan torna quindi a Coruscant riferendo la storia al Consiglio e al Cancelliere che lo informa che i due fratelli non rappresentano una vera minaccia e che quindi non saranno presi provvedimenti nei loro confronti.
- Ascolti USA: telespettatori 1.94 milioni[3]

Note
- Questo episodio in realtà doveva essere il tredicesimo della stagione, precedente a Ombre su Mandalore, ma venne invece trasmesso come il primo. Questo spiega l'incongruenza di Adi Gallia che viene uccisa in questo episodio mentre in quello successivo, Guerra su due fronti, è ancora viva. Nella versione italiana del DVD questo episodio risulta infatti essere il tredicesimo prima di Ombre su Mandalore.
- Sia Palpatine che Yoda, hanno in questo episodio un nuovo design al fine di aumentare le prestazioni sulla modellazione del viso per scopi di animazione. Palpatine ha anche un vestito nuovo, lo stesso vestito che portava all'inizio del film Star Wars: Episodio III - La vendetta dei Sith.[2]
- Nell'episodio, quando Hondo Ohnaka dice "Insolenza? Siamo pirati! Non sappiamo nemmeno che cosa significa!" è una sottile riferimento ad una frase del Capitano Hector Barbossa nel film La maledizione della prima luna.

## Guerra su due fronti
- Titolo originale: A War on Two Fronts
- Diretto da: Steward Lee
- Scritto da: Chris Collins
- Incipit: «La paura è un'arma malleabile.»

### Trama
Onderon entra a far parte della Confederazione dei Sistemi Indipendenti sotto la guida di Sanjay Rash, il nuovo re. Un piccolo gruppo di ribelli chiede aiuto ai Jedi per riportare il pianeta dalla parte della Repubblica. Obi-Wan, Ahsoka e Anakin si recano sul pianeta per addestrare i ribelli, tra cui è presente Lux Bonteri. Dopo l'addestramento Anakin propone un nuovo piano per riconquistare la città.
- Ascolti USA: telespettatori 1.71 milioni[5]

Note
- Questo episodio in realtà doveva essere il primo della stagione ma, al suo posto, è stato trasmesso Il Maestro e l'Apprendista. Questo spiega l'incongruenza di Adi Gallia che è viva in questo episodio mentre ne Il Maestro e l'Apprendista viene uccisa (questo ordine è tenuto anche nella versione italiana della piattaforma streaming Disney+). Invece nella versione italiana del DVD questo episodio risulta essere il primo mentre Il Maestro e l'Apprendista è il tredicesimo.
- In questo episodio fa la sua prima apparizione Saw Gerrera, personaggio creato per la serie, che viene ripreso nel film Rogue One.[6][7]

## Il leader della rivolta
- Titolo originale: Front Runners
- Diretto da: Dave Filoni
- Scritto da: Chris Collins
- Incipit: «Cercare qualcosa è credere nelle sue possibilità.»

### Trama
I ribelli dopo essere entrati in città attirano l'attenzione del nuovo re che convoca il vecchio re Dendup, ora suo prigioniero, ordinandogli di far cessare gli attacchi se vuole restare in vita. Obi-Wan e Anakin lasciano Ahsoka sul pianeta come supervisore. I ribelli riescono a far saltare il generatore di elettricità per bloccare i droidi conquistando così il favore dei cittadini. Rash chiede quindi a Dooku dei rinforzi ed il conte gli risponde che oltre a dei droidi migliori manderà anche un generale migliore. Alla fine i ribelli eleggono Steela come loro leader.
- Ascolti USA: telespettatori 1.75 milioni[9]

## I due re
- Titolo originale: The Soft War
- Diretto da: Kyle Dunlevy
- Scritto da: Chris Collins
- Incipit: «La lotta spesso comincia e finisce con la verità.»

### Trama
Rash decide di condannare a morte il vecchio re Dendup. Durante un tentativo di salvataggio Saw Gerrera, che non era d'accordo col piano di sua sorella Steela, viene preso in ostaggio. Arrivato il momento dell'esecuzione i ribelli riescono a salvano il re e Saw grazie all'intervento di Ahsoka e del redento generale Tandin. I separatisti sono ora a conoscenza dell'intervento dei Jedi a supporto dei ribelli.
- Ascolti USA: telespettatori 1.57 milioni[11]

## Il punto critico
- Titolo originale: Tipping Points
- Diretto da: Bosco Ng
- Scritto da: Chris Collins
- Incipit: «La disobbedienza è una richiesta di cambiamento.»

### Trama
I ribelli sotto la guida del loro vero re hanno sempre maggior supporto da parte del popolo di Onderon. Il generale separatista, sotto ordine di Dooku, uccide re Rash. Ahsoka invia una richiesta di aiuto al Consiglio Jedi ma questa viene negata così Anakin convince Hondo Ohnaka ad aiutare la sua padawan. Durante la battaglia Steela rimane uccisa ma i ribelli riescono ugualmente a prendere il controllo del pianeta ristabilendo Dendup come re. Onderon entra a far parte della Repubblica con Lux Bonteri come nuovo senatore del pianeta.
- Ascolti USA: telespettatori 1.42 milioni[13]

## La messe
- Titolo originale: The Gathering
- Diretto da: Kyle Dunlevy
- Scritto da: Christian Taylor
- Incipit: «Colui che affronta se stesso, trova se stesso.»

### Trama
Ahsoka e Yoda portano gli apprendisti Jedi più promettenti su Ilum per sottoporli alla prova più dura, ovvero affrontare le loro paure e i loro difetti per trovare i loro cristalli kyber, i cuori delle spade laser.
- Ascolti USA: telespettatori 1.66 milioni[15]

Note
- La messe è il primo episodio di un arco suddiviso in quattro parti che è stato intitolato "Giovani Jedi", mostrato in anteprima allo Star Wars Celebration VI nel mese di agosto 2012.[16]
- Nel novembre 2016, lo storygroup della Lucasfilm Pablo Hidalgo ha rivelato che l'arco narrativo "Giovani Jedi" è stato progettato per essere una serie televisiva spin-off mandata in onda separatamente dalla serie, che però non è mai stata realizzata.[17]
- Ilum è il pianeta che diventerà la futura Base Starkiller.

## Una prova di Forza
- Titolo originale: A Test of Strength
- Diretto da: Bosco Ng
- Scritto da: Christian Taylor
- Incipit: «I giovani vengono spesso sottovalutati.»

### Trama
I giovani Jedi stanno costruendo le loro spade laser grazie agli insegnamenti di Huyang sulla nave che li riporta a Coruscant ma vengono attaccati da Hondo Ohnaka intenzionato a rubare i loro cristalli. Ahsoka riesce a liberare la nave dai pirati ma rimane intrappolata nella nave nemica.
- Ascolti USA: telespettatori 1.74 milioni[19]

## Il legame
- Titolo originale: Bound for Rescue
- Diretto da: Brian Kalin O'Connell
- Scritto da: Christian Taylor
- Incipit: «Quando salviamo gli altri salviamo noi stessi.»

### Trama
Ahsoka viene portata da Hondo su Florrum così i giovani apprendisti decidono di atterrare sul pianeta e riescono a salvare la padawan. Nel frattempo Obi-Wan viene attaccato dal generale Grievous, viene sconfitto e abbandona la nave su una capsula di salvataggio essendo così impossibilitato ad aiutare i giovani apprendisti.
- Ascolti USA: telespettatori 1.96 milioni[21]

## Un legame necessario
- Titolo originale: A Necessary Bond
- Diretto da: Danny Keller
- Scritto da: Christian Taylor
- Incipit: «Scegli attentamente il tuo nemico, perché potrebbe essere la tua ultima speranza.»

### Trama
Durante il loro tentativo di fuga da Florrum, Ahsoka e gli apprendisti vengono nuovamente catturati dai pirati. Mentre i pirati stanno riportando tutti alla base il pianeta viene invaso da Grievous così si accordano con Ahsoka per liberare Hondo Ohnaka. Dopo aver liberato quest'ultimo riescono a raggiungere la flotta privata del pirata e a fuggire così dal pianeta per essere poi recuperati da Obi-Wan.
- Ascolti USA: telespettatori 1.39 milioni[23]

## Le armi segrete

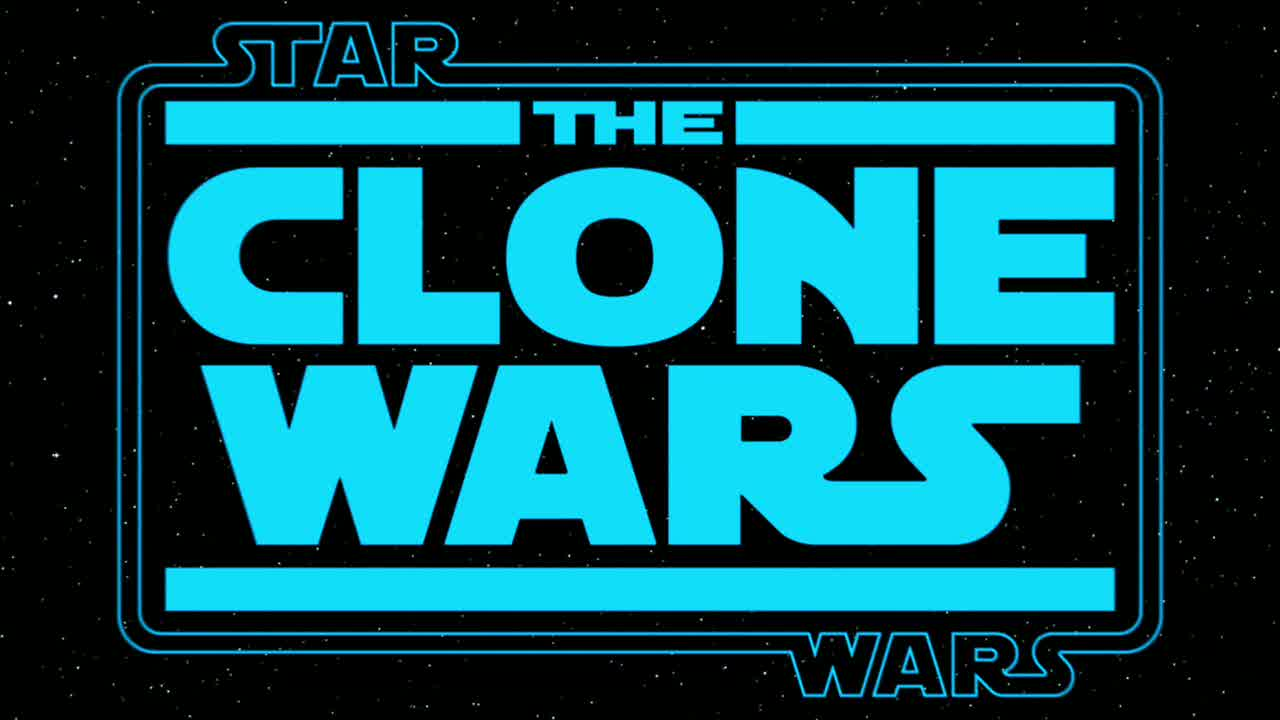
Logo d'apertura azzurro introdotto per l'arco narrativo di quattro episodi dedicato a R2-D2

- Titolo originale: Secret Weapons
- Diretto da: Danny Keller
- Scritto da: Brent Friedman
- Incipit: «L'umiltà è l'unica difesa contro l'umiliazione.»

### Trama
R2-D2 viene scelto assieme ad altri droidi per una missione guidata dal colonnello Meebur Gascon di recupero di un chip che permetterà ai Jedi di decifrare una trasmissione criptata dei separatisti. Dopo diverse difficoltà i droidi riescono nell'impresa.
- Ascolti USA: telespettatori 1.46 milioni[25]

Note
- L'episodio è stato originariamente riportato da Star Wars Insider 137 come il nono episodio della quinta stagione, ma in seguito è stato inserito dopo Un legame necessario.
- Il logo di apertura per l'episodio, tradizionalmente di colore giallo, è stato reso blu per celebrare l'arco narrativo con R2 protagonista. Anche nei tre episodi seguenti collegati a questo, il logo rimane invariato. Questa non è la prima volta che il logo cambia colore: nella quarta stagione per gli ultimi due episodi (Fratelli e Vendetta) il logo era rosso, per omaggiare il ritorno di Darth Maul.

## Giorno di sole nel nulla
- Titolo originale: A Sunny Day in the Void
- Diretto da: Kyle Dunlevy
- Scritto da: Brent Friedman
- Incipit: «Quando tutto sembra senza speranza, un vero eroe dà speranza.»

### Trama
Sulla via di ritorno dalla loro precedente spedizione, i droidi guidati dal colonnello Meebur Gascon si imbattono in enormi comete azzurre che li costringono ad atterrare sul vicino pianeta Abafar. Qua devono farsi strada attraverso una sconfinata distesa deserta per portare a termine la loro missione.
- Ascolti USA: telespettatori 1.43 milioni[27]

Note
- Alla Star Wars Celebration VI, il supervisore della serie Dave Filoni rivela che l'episodio era inizialmente chiamato The Void (Nel nulla in italiano).[28]
- Alcuni aspetti dell'episodio sono basati sul lavoro del fumettista di Mœbius.[28]

## Disperso in azione
- Titolo originale: Missing in Action
- Diretto da: Steward Lee
- Scritto da: Brent Friedman
- Incipit: «L'arma più potente di un soldato è il coraggio.»

### Trama
I droidi giungono nella città di Pons Ora e scoprono che Abafar è sotto il controllo separatista. Qua incontrano un clone di nome Gregor che non sa nulla del suo passato e dei cloni. Gli spiegano pertanto le sue vere origini di clone commando disperso durante la battaglia di Sarrish. Gregor recupera la memoria e aiuta i droidi a rubare una navicella separatista e a scappare dal pianeta sacrificandosi per permettergli di fuggire.
- Ascolti USA: telespettatori 1.74 milioni[30]

## Punto di non ritorno
- Titolo originale: Point of No Return
- Diretto da: Bosco Ng
- Scritto da: Brent Friedman
- Incipit: «Fidati degli altri o il successo sarà impossibile.»

### Trama
I droidi vengono intercettati da un incrociatore della Repubblica rubato. Qua scoprono che i separatisti intendono usare questa nave come bomba per distruggere le navi della Repubblica. Dopo aver sventato l'attacco riescono finalmente a consegnare il chip.
- Ascolti USA: telespettatori 1.47 milioni[32]

Note
- Ad un certo punto nella parte centrale dell'episodio, il colonnello Gascon dice, "È una trappola!", la frase iconica dell'ammiraglio Ackbar nel film Il ritorno dello Jedi.
- Secondo la pagina ufficiale di Facebook di Star Wars: The Clone Wars, la distruzione dello star destroyer classe Venator verso la fine dell'episodio è stata la più grande esplosione che avessero mai animato in quel momento.

## Ombre su Mandalore
- Titolo originale: Eminence
- Diretto da: Kyle Dunlevy
- Scritto da: Chris Collins
- Incipit: «Un'unica visione può avere molte interpretazioni.»

### Trama
Darth Maul e Savage Oppress vengono salvati dalla Ronda della Morte (Death Watch), un gruppo di criminali mandaloriani capitanati da Pre Vizsla, con cui si alleano per riconquistare il pianeta e distruggere i loro comuni nemici. I nuovi alleati cercano un esercito per riconquistare il pianeta costringendo l'organizzazione criminale Sole Nero e gli Hutt a unirsi alla loro causa e ricevendo spontaneamente aiuto dai Pyke.
- Ascolti USA: telespettatori 1.85 milioni[34]

Note
- L'episodio è stato adattato nel libro per ragazzi The Clone Wars: Darth Maul: Shadow Conspiracy.[35]
- Una scena nell'episodio è stata censurata da Cartoon Network. La scena includeva la decapitazione di diversi leader del Sole Nero dai fratelli Sith. Pablo Hidalgo ha confermato che la sequenza inedita tornerà nella versione estesa in Blu-ray e DVD.[36]
- L'anteprima americana dell'episodio si è tenuta con una visione promossa dall'USO il 18 gennaio 2013 alle MCAS Miramar a San Diego, in California con la partecipazione di diversi membri della troupe e del cast, tra cui James Arnold Taylor, Ashley Eckstein, Dee Bradley Baker, Matt Lanter, Catherine Taber, Dave Filoni e Cary Silver. La proiezione, avvenuta insieme all'episodio La messe, è stata accompagnata da un saluto video di George Lucas.
- Secondo la pagina Facebook ufficiale della serie e il "trivia gallery" del sito StarWars.com, la scena in cui i membri della Ronda della Morte trovano Maul e Savage e li inquadrano con le torce, è basata su una scena con Ripley dal film di fantascienza/horror Aliens - Scontro finale del 1986 di James Cameron.[37]
- Nel "trivia gallery" si può notare che, grazie alle sue gambe cibernetiche, Maul è in realtà più basso rispetto a Savage. Inoltre, le braccia meccaniche che operavano i fratelli Sith sono state rivelate essere usate come attrezzature minerarie viste sulla luna di Concordia nell'episodio La ronda della morte.[33]
- Il logo del Sole Nero visto nella sala riunioni dei leader e sui loro abiti, sono state prese direttamente nel libro L'ombra dell'Impero. Inoltre, il design e l'architettura per la loro fortezza su Mustafar è stata presa direttamente dalla Virago, nave del principe Xizor dello stesso libro.
- I blaster dei soldati del Sole Nero, si basano su armi simili utilizzate dalle guardie robot nel film The Black Hole - Il buco nero.
- Il "trivia gallery" ha anche confermato che la sostanza sulle mani e bocca dei Pyke, erano macchie di spezie causate dal loro commercio.[33]

## L'ombra della ragione
- Titolo originale: Shades of Reason
- Diretto da: Bosco Ng
- Scritto da: Chris Collins
- Incipit: «Le alleanze possono frenare le vere intenzioni.»

### Trama
Darth Maul e Savage Oppress aiutano la Ronda della Morte a riconquistare Mandalore e ad imprigionare la duchessa Satine. Una volta deposta la duchessa, Pre Vizsla rivela di non avere interesse nel piano di espansione di Darth Maul e imprigiona i due fratelli. Maul decide così di affrontare Vizsla in duello (secondo un'antica legge Mandaloriana) per il comando della Ronda della Morte. Al termine del duello Maul decapita Vizsla e prende il controllo di Mandalore.
- Ascolti USA: telespettatori 1.83 milioni[39]

Note
- Secondo un post della pagina Facebook ufficiale della serie e della "trivia gallery" dell'episodio su StarWars.com, il murale che è apparso sul palazzo reale di Sundari, raffigurante una battaglia tra Mandaloriani e antichi Jedi, ha uno stile artistico simile al celebre dipinto cubista Guernica del pittore Pablo Picasso.[40] Inoltre la composizione del murale (personaggi posizionati sui lati sinistro e destro dell'immagine) e il tema (soldati a destra che puntano delle pistole e una spada) sono simili ad un altro quadro di Picasso, Massacro in Corea. StarWars.com ha confermato che il murale del palazzo reale è un dipinto diverso da quello che si vede nella residenza del Governatore Vizsla nell'episodio La ronda della morte.[38]
- Nelle prime fasi di scrittura dell'episodio, i produttori avevano pianificato una scena in cui, dopo la decapitazione di Vizsla, la sua testa mozzata avrebbe dovuto rotolare giù per le scale. Questa scena è stata tagliata in seguito perché ritenuta troppo cruda. Una modifica simile è stata fatta nell'episodio Eminenza, anche se è stata reinserita nella versione estesa in Blu-Ray e DVD.
- La "trivia gallery" dell'episodio ha confermato che il luogo che Ziton Moj ha attaccato nell'episodio era il "Parco della Pace" dell'episodio La ronda della morte, che ha mantenuto anche i segni della distruzione provocata dai seguaci di Vizsla.[38]

## Il senza legge
- Titolo originale: The Lawless
- Diretto da: Brian Kalin O'Connell
- Scritto da: Chris Collins
- Incipit: «La moralità separa gli eroi dagli scellerati.»

### Trama
Obi-Wan Kenobi, dopo una richiesta di aiuto della duchessa Satine, si reca da solo su Mandalore. Dopo un tentativo di fuga i due vengono fermati e catturati dalle guardie. Darth Maul incoraggia Obi-Wan a cedere alla sua rabbia e uccide la duchessa davanti ai suoi occhi dopodiché lo imprigiona. Dopo essere stato salvato dalla Ronda della Morte il Jedi decide di tornare a Coruscant per informare la Repubblica. Intanto Darth Sidious, attirato dal comportamento dei due Sith, si reca sul pianeta per affrontarli. I tre combattono ferocemente e Sidious, dopo aver eliminato Savage, disarma Maul per poi fulminarlo senza pietà con i Fulmini di Forza senza però ucciderlo e lo informa di volerlo utilizzare per altri scopi.
- Ascolti USA: telespettatori 1.86 milioni[42]

Note
- La storia di Darth Maul, continua sul fumetto canonico Darth Maul - Figlio di Dathomir.
- Questo episodio è stato dedicato a Ian Abercrombie, la voce di Palpatine/Darth Sidious, scomparso un anno prima della sua messa in onda. L'episodio inoltre è stato caratterizzato da alcune delle sue ultime registrazioni come Palpatine. L'episodio segna anche la prima apparizione nella serie di Darth Sidious in carne ed ossa, essendo apparso precedentemente solo come un ologramma. Tuttavia, le battute finali di Sidious in questo episodio sono state registrate da Tim Curry.[43]
- Nella galleria Trivia per l'episodio su StarWars.com si legge che Palpatine è in grado di utilizzare due spade laser e contemporaneamente è stato accennato che nel film La vendetta dei Sith non ne usa due nello scontro con Yoda poiché Mace Windu gliene butta una fuori dalla finestra durante il loro duello.
- Il vestito di Obi-Wan Kenobi quando arriva su Mandalore, è il suo travestimento da Rako Hardeen che aveva in precedenza utilizzato nella quarta stagione durante l'arco narrativo in quattro parti in cui interpreta un cacciatore di taglie.
- La navicella Twilight in questo episodio ha messo in mostra una decalcomania che raffigura una versione a cartone animato di Anakin Skywalker nel suo sguscio durante la Boonta Eve Classic.
- Secondo Jason Fry, nella sceneggiatura iniziale, il rapporto familiare di Bo-Katan con Satine Kryze doveva essere accennato indirettamente. Tuttavia, è stato cambiato nella versione in onda dell'episodio.

## Sabotaggio
- Titolo originale: Sabotage
- Diretto da: Brian Kalin O'Connell
- Scritto da: Charles Murray
- Incipit: «A volte anche il più piccolo dubbio può scuotere la fede più incrollabile.»

### Trama
Anakin e Ahsoka vengono chiamati dal Consiglio Jedi per scoprire l'autore dell'attacco al Tempio Jedi. Dopo varie indagini scoprono che ad esplodere è stato Jackar Bowmani, uno dei meccanici dell'hangar, imbottito a sua insaputa di nano-droidi da Letta Turmond, sua moglie.
- Ascolti USA: telespettatori 2.02 milioni[45]

## Il Jedi che sapeva troppo
- Titolo originale: The Jedi Who Knew Too Much
- Diretto da: Danny Keller
- Scritto da: Charles Murray
- Incipit: «Il coraggio comincia col credere in noi stessi.»

### Trama
Ahsoka viene ingiustamente accusata dell'omicidio della terrorista Letta Turmond e quindi imprigionata. Successivamente viene aiutata ad evadere da qualcuno che in realtà cerca di incastrarla. Pertanto è costretta alla fuga per provare la propria innocenza.
- Ascolti USA: telespettatori 1.64 milioni[47]

## Caccia al Jedi
- Titolo originale: To Catch a Jedi
- Diretto da: Kyle Dunlevy
- Scritto da: Charles Murray
- Incipit: «Mai disperarsi al punto di affidarsi all'inaffidabile.»

### Trama
Anakin e Plo Koon vengono inviati alla ricerca di Ahsoka. La padawan nel frattempo si allea con Asajj Ventress per trovare un magazzino di munizioni in cui si forniva Letta. Al magazzino le due si dividono e Ahsoka viene attaccata dal vero responsabile dell'attacco e infine catturata dalla squadra di Anakin.
- Ascolti USA: telespettatori 2.06 milioni[49]

## Il Jedi sbagliato
- Titolo originale: The Wrong Jedi
- Diretto da: Dave Filoni
- Scritto da: Charles Murray
- Incipit: «Mai perdere la speranza per quanto buie sembrino le cose.»

### Trama
Per volere del Senato Ahsoka viene espulsa dall'Ordine Jedi per essere giudicata dal tribunale della Repubblica. Prima che Ahsoka venga condannata Anakin scopre che la vera responsabile dell'attacco al tempio è Barriss Offee. Ahsoka viene quindi scagionata e le viene proposto di riprendere il suo posto nell'Ordine ma la padawan rifiuta e decide di andarsene.
- Ascolti USA: telespettatori 2.18 milioni[51]

Note
- L'episodio è stato chiamato in originale come omaggio al film del 1956 The Wrong Man (Il ladro in italiano) di Alfred Hitchcock.
- Questo episodio ha registrato la prima apparizione accreditata di Tim Curry come voce di Palpatine dopo la morte dell'attore Ian Abercrombie nel gennaio 2012.
- Al fine di nascondere l'identità di Barriss Offee nella clip di anteprima di questo episodio, gli animatori hanno deliberatamente colorato la sua spada laser di verde al posto della blu che si vede in mano ad Anakin Skywalker.[50]
- Le guardie del Tempio Jedi inizialmente dovevano avere la spada laser dalle lame verdi, ma in seguito sono stati cambiate a metà della produzione in giallo.[50]
- L'episodio finale termina con una chiusura anomala rispetto alle altre, con l'immagine che sfuma di nero, per sottolineare l'emozione della triste partenza di Ahsoka.[50]
- Secondo quando detto da Dee Bradley Baker (doppiatore di Obi-Wan), il finale dell'episodio è stato tenuto segreto a tutti i doppiatori tranne Ashley Eckstein e Matt Lanter (doppiatori di Ahsoka e Anakin). Gli altri attori tutti hanno ricevuto un copione in cui la pagina finale è stata lasciata in bianco e, quando è arrivato il momento di registrare la scena finale, è stato chiesto loro di lasciare lo studio. Baker non ha saputo cosa fosse successo, fino a quando l'episodio è andata in onda in televisione.
- In questo episodio sarebbe dovuto apparire anche l'ammiraglio Ackbar, ma così poi non è stato.